# Night (bog)
Night er en biografi, skrevet af den jødiske professor og forfatter Elie Wiesel, baseret på hans oplevelser som ung ortodoks jøde. 
Wiesel skriver om tiden  da han med sin familie blev sendt til de tyske koncentrationslejre Auschwitz og Buchenwald under anden verdenskrig. Han var 16 år gammel da Buchenwald blev befriet i april 1945. 
Efter oplevelserne i lejrene mistede han troen på gud og menneskelig humanitet samt tilkendegav, at han ikke ville tale om sine oplevelser de næste ti år. Han skrev om sine oplevelser i 1955 på jiddisch, og bogen blev udgivet samme år i Buenos Aires.
Den franske forfatter François Mauriac lagde pres på Weisel og opfordrede ham til at gøre bogen tilgængelig for et større publikum, hvilket blev efterkommet.
Halvtreds år senere anses Weisels bog som en af de betydeligste bøger i Holocaust-litteraturen sammen med Primo Levis Hvis dette er et menneske og Anne Franks Dagbog.

## Trivia
Night er udgivet på dansk under titlen Natten, Daggry, Dagen. (2012)